# Řád neposkvrněného početí Panny Marie z Vila Viçosa
Řád neposkvrněného početí Panny Marie z Vila Viçosa (portugalsky Ordem de Nossa Senhora da Conceição de Vila Viçosa) je portugalským dynastickým řádem rodiny Braganza, který uděluje hlava rodiny a portugalský pretendent Duarte Pio.
Řád založil v roce 1818 portugalský král Jan VI., aby odměnil své poddané za boj proti Napoleonovi. Řád je zasvěcen Panně Marii, která je patronkou Portugalska. Po republikánské revoluci roku 1910 nebyl řád novou vládou převzat, protože byl považován za dynastický řád.
Řád má čtyři třídy – velkokříž, důstojník, rytíř a služebník. Byli jím vyznamenání například španělský král Juan Carlos I., fotbalista Cristiano Ronaldo, kancléř Otto von Bismarck a Otto von Habsburg.